# Mariano Artigas Mayayo
Mariano Artigas Mayayo (Saragossa, 15 de desembre de 1938 - Pamplona, 23 de desembre de 2006) va ser un físic, filòsof i sacerdot catòlic espanyol. Era doctor en filosofia i en física, i es va centrar en la manera de fer conviure la fe amb la raó. De fet, va tractar aquest tema en diversos llibres i conferències.

## Biografia i obra[calcitació]
Mariano Artigas va néixer a Saragossa el 15 de desembre de 1938. L'any 1963 es va doctorar en Filosofia a la Universitat Pontifícia Lateranense, a Roma. Un any després, va  ser ordenat sacerdot. Més endavant, l'any 1978 es va doctorar en Física a la Universitat de Barcelona. Va ser professor de Filosofia de la natura i Filosofia de la ciència a la Universitat de Navarra, on va promoure la creació del Grup d'Investigació sobre Ciència, Raó i Fe.
Va dedicar part de la seva obra a mostrar que el coneixement científic i la fe no es contradiuen, sinó que mantenen una gran harmonia. A més, afegia que el diàleg entre fe i ciència es produïa en un àmbit que molts autors contemporanis ignoraven; el de la filosofia. Artigas defensava que la ciència no pot demostrar ni refutar l'existència de Déu, però que sí que pot aportar dades que condueixin a conclusions racionals congruents amb  la fe.
De fet, Artigas sostenia que la cosmovisió científica actual aporta importants punts de suport per al teisme, tal com va explicar a llibres com La mente del universo.
Altres obres importants per a entendre la seva filosofia de la cuència són El desafío de la racionalidad, La inteligibilidad de la naturaleza, Lógica y ética en Karl Popper, Galileo en Roma (escrit juntament amb William R. Shea), Negotiationg Darwin. The Vatican confronts evolution, Galileo observed. Science and the politics of belief i Oracles of science. Celebrity scientists versus God and religion.
Al seu llibre Galileo y el Vaticano, escrit juntament amb Melchor Sánchez de Toca i basat en arxius inèdits, Artigues va descriure la història i el treball de la Comissió Pontifícia creada per a estudiar el cas de Galileo Galilei. Va escriure aquest llibre poc abans de la seva mort, i es va publicar pòstumament l'any 2008.
També va escriure llibres divulgatius, com ara Las fronteras del evolucionismo, Ciencia, razón y fe i El hombre a la luz de la ciencia.
Mariano Artigas va ser membre de l'Associació Europea per a l'Estudi de la Ciència i la Teologia, i també de l'Acadèmia Pontifícia de Sant Tomàs d'Aquino i de la Societat Internacional per a la Ciència i la Religió (amb seu a la Universitat de Cambridge). Paral·lelament, va ser membre de l'Acadèmia Internacional de Filosofia de les Ciències (Brussel·les) i consultor del Consell Pontifici per al diàleg amb els no-creients.

## Obra
- Artigas, Mariano. Ciencia y religión. Conceptos fundamentales..  Eunsa, 2007. ISBN 978-84-313-2490-2.
- -. Ciencia, razón y fe.  Eunsa, 2004. ISBN 978-84-313-2144-4.
- -. Las fronteras del evolucionismo.  Eunsa, 2004. ISBN 978-84-313-2172-7.
- -. Filosofía de la naturaleza.  Eunsa, 2003. ISBN 978-84-313-2052-2.
- -. The Mind of the Universe. Understanding Science and Religion.  Templeton Foundation Press, 2000. ISBN 978-1-890151-54-6.
- -. La mente del Universo.  Eunsa, 2000. ISBN 978-84-313-1675-4.
- -. Filosofía de la ciencia.  Eunsa, 1999. ISBN 978-84-313-1729-4.
- -. Filosofía de la naturaleza.  Eunsa, 1998. ISBN 978-84-313-1631-0.
- -. Lógica y ética en Karl Popper.  Eunsa, 1998. ISBN 978-84-313-1610-5.
- -. Introducción a la filosofía.  Eunsa, 1997. ISBN 978-84-313-0842-1.
- -. La inteligibilidad de la naturaleza.  Eunsa, 1995. ISBN 978-84-313-1185-8.
- -. El desafío de la racionalidad.  Eunsa, 1994. ISBN 978-84-313-1307-4.
- -. Ciencia, razón y fe.  Ediciones Palabra, S.A., 1992. ISBN 978-84-7118-427-6.
- -. Ciencia y fe: nuevas perspectivas.  Eunsa, 1992. ISBN 978-84-313-1201-5.
- -. Las fronteras del evolucionismo.  Ediciones Palabra, S.A., 1992. ISBN 978-84-7118-406-1.
- -. El hombre a la luz de la ciencia.  Ediciones Palabra, S.A., 1992. ISBN 978-84-7118-800-7.
- -. Karl Popper: búsqueda sin término.  Editorial Magisterio Español, S.A., 1979. ISBN 978-84-265-5329-4.
- -. Filosofía de la ciencia experimental.  Eunsa. ISBN 978-84-313-1075-2.
- Mariano Artigas y Melchor Sánchez de Toca. Galileo y el Vaticano.  Biblioteca de Autores Cristianos, 2008. ISBN 978-84-265-5329-4.
- Karl W. Giberson and Mariano Artigas. Oracles of Science. Celebrity Scientists versus God and Religion.  Oxford University Press, 2007. ISBN 978-0-19-531072-6.. Edición en castellano:  Oráculos de la ciencia. Científicos famosos contra Dios y la religión.  Encuentro. ISBN 978-84-9920-121-4.[2]
- Mariano Artigas y Daniel Turbón. Origen del hombre. Ciencia, Filosofía y Religión..  Eunsa, 2007. ISBN 978-84-313-2501-5.
- Mariano Artigas, Thomas F. Glick, Rafael A. Martínez. Negotiating Darwin: The Vatican Confronts Evolution, 1877-1902.  JHU Press, 2006. ISBN 978-0-8018-8389-7.
- Shea, William R.; Artigas, Mariano. Galileo en Roma.  Encuentro Ediciones, S.A., 2003. ISBN 978-84-7490-676-9.